# J.J. Anderson
Mitchell Keith Anderson, detto J.J. (Springfield, 23 settembre 1960), è un ex cestista e allenatore di pallacanestro statunitense, professionista nella NBA, in Italia, Grecia e Germania.

## Carriera
Alto 203 cm per circa 90 kg, giocava nel ruolo di ala piccola. Dopo quattro stagioni alla Bradley University — dove è uno dei sette giocatori ad avere il numero di maglia (l'11) ritirato — venne selezionato nel Draft NBA 1982 al secondo giro con la 36ª scelta assoluta dai Philadelphia 76ers. Con la franchigia della Pennsylvania, che si sarebbe laureata campione NBA al termine di quella stagione, disputò 13 partite con una media di 1,3 punti in 3,7 minuti. Nel corso della stessa annata fu ceduto agli Utah Jazz, dove il suo minutaggio aumentò sensibilmente: chiuse la stagione con 52 presenze, 8,9 punti e 22,2 minuti di media a partita. La sua carriera NBA proseguì per altre due stagioni, sempre con gli Utah Jazz, pur con un impiego più ridotto: nel 1983-1984 segnò 2,5 punti in 6,5 minuti di media, mentre nel 1984-1985 registrò 3,4 punti in 10,4 minuti a partita.
Terminata l'esperienza NBA, Anderson disputò undici stagioni in Europa. Trascorse sei anni consecutivi in Italia con la Pallacanestro Firenze, dal 1985 al 1991, diventando uno dei giocatori simbolo del club. In questo periodo trascinò la formazione toscana a due promozioni in Serie A1: al termine della stagione 1986-1987, con una media di 28,7 punti a partita, e della stagione 1988-1989, chiusa con 31,3 punti di media. Il suo record personale in Italia fu di 52 punti, realizzati il 24 gennaio 1987 nella gara Jollycolombani Forlì - Liberti Firenze (97-103), valida per la Serie A2.
Nella sua ultima annata a Firenze, Anderson vinse la classifica marcatori della Serie A1 1990-91 con 865 punti totali in 29 presenze (29,8 di media) in un campionato però difficile per la squadra, concluso con la retrocessione dopo un bilancio di 4 vittorie e 26 sconfitte. Il torneo fu segnato anche dalla mancanza di uno sponsor principale e dalle dimissioni dell'allenatore italo-statunitense Rudy D'Amico, che era alla guida del club dal 1985.
Successivamente Anderson giocò una stagione nella Liga ACB spagnola con il Saragozza, e un'altra in Grecia con l'Aris Salonicco, con cui vinse la Coppa Saporta nel 1993. Fece poi ritorno nella Serie A2 italiana per due stagioni, una con la Libertas Udine (1993-1994) e una con la Pallacanestro Cantù (1994-1995).
Disputò inoltre una breve parentesi nel campionato tedesco in qualità di giocatore/allenatore ad Amburgo.
Dal 2000 al 2014 fece parte dello staff tecnico dei Memphis Grizzlies in NBA: inizialmente come assistente di coach Sidney Lowe, poi di Mike Fratello, e infine come pro scout.
Nel 2014 rientrò in Illinois per allenare i Chicago Steam, franchigia della lega semiprofessionistica statunitense ABA.

## Palmarès
- Coppa d'Europa: 1

Aris Salonicco: 1992-93
- National Invitation Tournament: 1

Bradley Braves: 1982
- MVP National Invitation Tournament (1982)